# Përmet
Përmet (sq) est une ville et une municipalité du Comté de Gjirokastër, dans le sud de l’Albanie. La municipalité de Përmet comprend les unités administratives de Çarçovë, Frashër, Petran, Qendër Piskovë et Përmet,. Sa population totale est de 7 980 en 2023, pour une superficie totale de 602,47 km2. La population de l’unité municipale est de 4 809 au recensement de 2023. Elle est bordée par le fleuve Vjosë, qui coule le long de la chaîne de montagnes Trebeshinë-Dhëmbel-Nemërçkë, entre les montagnes Trebeshinë et Dhëmbel, et traverse les gorges de Këlcyrë.

## Nom
La ville est connue en albanais sous le nom de Përmet. En italien, elle se nomme Permet, en Aroumain Pãrmeti, en grec Πρεμετή/Premeti, et en turc Permedi.

## Histoire

### XIVesiècle
Au XIVe siècle, Përmet passe sous domination ottomane et devient d’abord un kaza du sandjak de Gjirokastër, puis du Sanjak de Ioannina (en),.  

### XVIIIesiècle
Pendant la période des conversions à l’islam (en) au XVIIIe siècle, les zones albanaises chrétiennes, comme la région de Rrëzë, opposent une forte résistance, en particulier le village de Hormovë et la ville de Përmet.  
En 1778, une école grecque est créée et financée par l’Église orthodoxe locale ainsi que par la diaspora de la ville.

### XIXesiècle
Après une révolte (en) réussie en 1833, l’Empire ottoman remplace les fonctionnaires ottomans par des Albanais locaux et proclame une amnistie générale pour tous les participants au soulèvement.  
Les artisans du kaza de Përmet détiennent le monopole du commerce des opinga dans les vilayets de Shkodër et de Janina jusqu’en 1841, lorsque ce privilège est supprimé dans le cadre des réformes du Tanzimat.  
En 1882, l’enseignement grec se développe avec l’ouverture d’une école de filles grecque, subventionnée par des membres de la diaspora locale à Constantinople, ainsi que par le bienfaiteur national grec Konstantinos Zappas (en).  
La première école albanaise de la ville est fondée au début des années 1890 par Llukë Papavrami, un enseignant originaire de Hotovë, avec le soutien de Naim Frashëri,.  
Un apport important pour l’école albanaise est apporté par les philanthropes Mihal Kerbici, Pano Duro et Stathaq Duka. Duro et Kerbici financent jusqu’en 1896 les salaires de cinq enseignants, tandis que Stathaq Duka lègue en 1886 des bourses pour des études en droit et en médecine.

### XXesiècleet époque contemporaine
En 1909, durant la Deuxième ère constitutionnelle ottomane (en), les autorités autorisent l’enseignement de la langue albanaise dans la médersa locale.  
Përmet est un centre de kaza nommé « Premedi » dans le sandjak d’Ergiri du vilayet de Yanya jusqu’en 1912.  
Lors de la Révolte albanaise de 1912 (en), les chefs révolutionnaires albanais Menduh Zavalani (en) et Spiro Bellkameni, avec Nexhip Bënja et Servet Frashëri, expulsent officiellement le kaymakam ottoman et libèrent Përmet du contrôle ottoman le 14 août.  
Plus tard en 1912, durant la Première Guerre balkanique, la population fonde un comité visant à organiser la résistance locale avec le soutien du Gouvernement provisoire d'Albanie et des çetas opérant dans le sud de l'Albanie. Lors d’un rassemblement le 28 décembre, les habitants conviennent de combattre là où la nation a le plus besoin.  
En février 1913, des unités de la 3e division de l’armée grecque entrent dans la ville sans rencontrer de résistance ottomane, tandis que la résistance locale est limitée en raison du manque d’armes.  
En 1914, Përmet intègre la République autonome d’Épire du Nord, avant d’être réintégrée à l’État albanais.  
Pendant la Guerre italo-grecque, le 4 décembre 1940, la ville passe sous contrôle du IIe corps d’armée grec. Përmet repasse sous contrôle de l’Axe en avril 1941.  
En mai 1944, le Mouvement de libération nationale y tient le congrès de Përmet qui élit le gouvernement provisoire de l’Albanie.  
En août 2013, des manifestations éclatent au sein de la communauté orthodoxe locale, après la confiscation par l’État de la cathédrale de l’Assomption de la Vierge Marie et l’expulsion forcée du clergé ainsi que des objets religieux,.  
La cathédrale ne serait pas totalement restituée à l’Église orthodoxe d'Albanie après la restauration de la démocratie. L’incident provoque une réaction de l’Église orthodoxe d’Albanie et une intervention diplomatique de la Grèce.

## Démographie

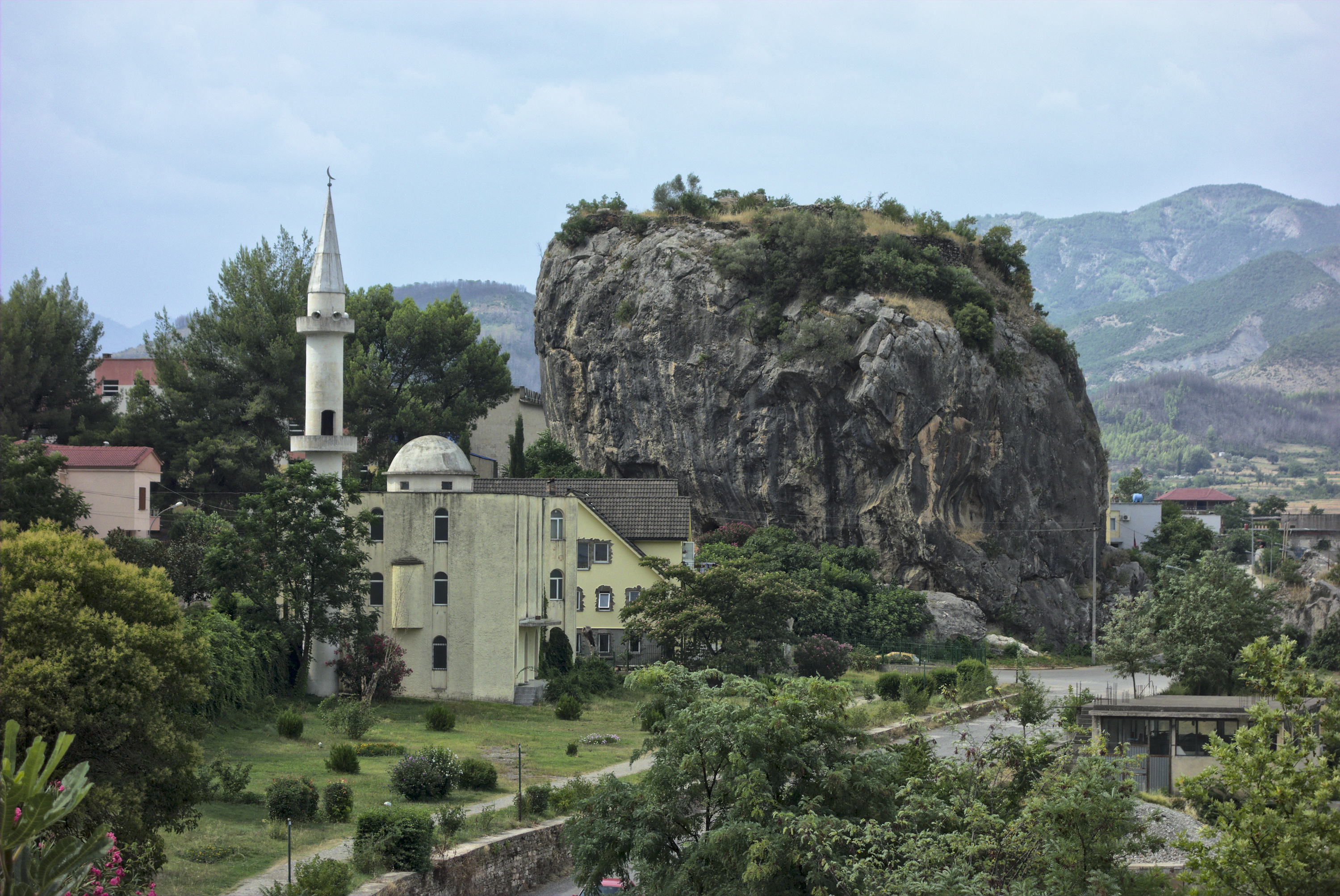
Le rocher de la ville et la mosquée

La population totale est de 7 980 habitants au recensement de 2023. Celle de l’ancienne municipalité est de 4 809 habitants selon le recensement de 2011.

### Histoire
- 1930 : Përmet compte 1 000 maisons, 300 boutiques, constitue un important centre commercial régional et sa population est majoritairement musulmane[28].

### Époque moderne
À Përmet, outre les communautés albanaises musulmanes et chrétiennes, on trouve également des Grecs et des Aroumains dans plusieurs quartiers.

## Culture
Përmet est réputée pour sa gastronomie, en particulier ses nombreuses variétés de confiture (reçel) et de compote (komposto), ainsi que pour la production de vin local et de raki.

### Sports
Përmet abrite également le club de football KF Përmet et le club de basket-ball KB Përmeti.

## Zones protégées
- Sources thermales de Benja
- Pont de Katiut

## Personnalités liées
- Jorgo Bulo (1939-2015), philologue, historien et critique littéraire albanais